# Marcipa silvicola
Marcipa silvicola är en fjärilsart som beskrevs av Pierre E.L. Viette 1966. Marcipa silvicola ingår i släktet Marcipa och familjen nattflyn. Inga underarter finns listade i Catalogue of Life.